# Marc Ogulni Gal
Marc Ogulni Gal (llatí: Marcus Ogulnius Gallus) va ser un magistrat romà membre de la gens Ogúlnia, d'origen plebeu. De l'única magistratura important que se li coneix ens en informa Titus Livi, que diu que va ser la de pretor l'any 181 aC durant la qual va tenir jurisdicció sobre la ciutat de Roma.